# كالي يوهانسون
كالي يوهانسون (بالسويدية: Kalle Johansson)‏ هو لاعب هوكي الجليد سويدي، ولد في 21 يناير 1993 في إوسترسوند في السويد.

## وصلات خارجية
- كالي يوهانسون على موقع EliteProspects.com (الإنجليزية)